# Halte à l'obsolescence programmée
Halte à l'obsolescence programmée (in italiano: Alt all'obsolescenza programmata) o in sigla HOP è un'associazione francese nata nel 2015 per lottare contro l'obsolescenza programmata dei prodotti commerciali con indagini e azioni giudiziarie.
Nel corso delle sue attività ha portato denunce contro Epson e Apple.